# Nederwaard Molen No.7
Nederwaard Molen 7 is een van de Kinderdijkse molens, in de Nederlandse gemeente Molenlanden. De molen, die dateert uit 1738, wordt bewoond en is niet te bezoeken. Eigenaar is Stichting Werelderfgoed Kinderdijk. De molen heeft een ijzeren scheprad met een diameter van 6,50 meter waarmee de lage boezem van de Nederwaard wordt bemalen. Op 1 juli 2005 brak tijdens het malen de bezetketting van de molen. Hierdoor ging de kap van de molen draaien van het westen naar het oosten. Terwijl dit gebeurde brak de buitenroede van deze molen. Waarschijnlijk daardat toen de kap ging draaien er krachten op de roede kwamen die hij niet hebben kon. In juni 2006 werden er twee nieuwe roeden gestoken.
Nederwaard:
Nederwaard No.1 ·
Nederwaard No.2 ·
Nederwaard No.3 ·
Nederwaard No.4 ·
Nederwaard No.5 ·
Nederwaard No.6 ·
Nederwaard No.7 ·
Nederwaard No.8

Overwaard:
Overwaard No.1 ·
Overwaard No.2 ·
Overwaard No.3 ·
Overwaard No.4 ·
Overwaard No.5 ·
Overwaard No.6 ·
Overwaard No.7 ·
Overwaard No.8

Overig:
De Blokker ·
De Hoge Molen ·
Kleine of Lage Molen